# Governo Suga
Il Governo Suga è stato il 99º governo del Giappone, in carica dal 16 settembre 2020 al 4 ottobre 2021 (sebbene dimissionario dal 3 settembre 2021), con a capo il primo ministro Yoshihide Suga.
Il governo era una coalizione tra il Partito Liberal Democratico e il Kōmeitō.
Suga dimissionò l’esecutivo il 4 ottobre 2021 (dopo averlo già annunciato il 3 settembre 2021), quando un’elezione interna al suo partito deliberò la sua sostituzione, alla carica di leader di partito, con Fumio Kishida, essendo il Primo ministro uscente già molto impopolare e controverso tra i cittadini.

## Situazione parlamentare
| Camera                    | Collocazione | Partiti                                                                       | Seggi     |
| ------------------------- | ------------ | ----------------------------------------------------------------------------- | --------- |
| Camera dei Rappresentanti | Maggioranza  | LDP (284), Kōmeitō (29)                                                       | 313 / 465 |
| Camera dei Rappresentanti | Opposizione  | PCD (55), KNT (50), JCP (12), NINK (11), PDP (11), PSD (2), Indipendenti (22) | 152 / 465 |

## Elenco dei ministri

### Legenda
|   | Partito Liberal Democratico (PLD)      |
|   | Kōmeitō (K)                            |
| R | Membro della Camera dei rappresentanti |
| C | Membro della Camera dei consiglieri    |
| B | Burocrate                              |

### Gabinetto

#### Ministri
| Dicastero | Titolare | Titolare | Titolare                                   | Titolare |
| --- | -------- | -------- | ------------------------------------------ | -------- |
| Primo ministro |          |          | Yoshihide Suga                             | R        |
| Vice Primo ministro Finanze; Ministro di Stato per i servizi finanziari; Ministro incaricato del superamento della deflazione |          |          | Tarō Asō                                   | R        |
| Affari interni e comunicazioni |          |          | Ryōta Takeda                               | R        |
| Giustizia |          |          | Yōko Kamikawa                              | R        |
| Affari esteri |          |          | Toshimitsu Motegi                          | R        |
| Istruzione, cultura, sport, scienza e tecnologia Ministro incaricato della riforma dell'istruzione |          |          | Koichi Hagiuda                             | R        |
| Agricoltura, foreste e pesca |          |          | Kōtarō Nogami                              | C        |
| Salute, lavoro e politiche sociali Ministro incaricato della riforma dello stile di lavoro |          |          | Norihisa Tamura                            | R        |
| Economia, commercio e industria Ministro incaricato della competitività industriale; Ministro della cooperazione economica con la Russia; Ministro incaricato della risposta all'impatto economico causato dall'incidente nucleare; Ministro di Stato per la compensazione dei danni nucleari e per la facilitazione dello smantellamento delle centrali |          |          | Hiroshi Kajiyama                           | R        |
| Territorio, infrastrutture, trasporti e turismo Ministro incaricato della politica sul ciclo dell'acqua |          |          | Kazuyoshi Akaba                            | R        |
| Ambiente Ministro di Stato per la preparazione alle emergenze nucleari |          |          | Shinjirō Koizumi                           | R        |
| Difesa |          |          | Nobuo Kishi                                | R        |
| Capo segretario di gabinetto Ministro per la mitigazione dell'impatto delle forze statunitensi a Okinawa; Ministro responsabile della “questione dei rapimenti” |          |          | Katsunobu Katō                             | R        |
| Riforma amministrativa Ministro incaricato della riforma della funzione pubblica; Ministro di Stato per Okinawa e per gli affari dei territori settentrionali; Ministro di Stato per la riforma della regolamentazione |          |          | Tarō Kōno                                  | R        |
| Ricostruzione Ministro incaricato del coordinamento delle politiche globali per la ripresa dall'incidente nucleare di Fukushima |          |          | Katsuei Hirasawa                           | R        |
| Direttore della commissione nazionale per la pubblica sicurezza Ministro incaricato della costruzione della resilienza nazionale; Ministro incaricato delle questioni territoriali; Ministro di Stato per la gestione dei disastri e la politica oceanica                                                                                                |          |          | Hachiro Okonogi (fino al 25 giugno 2021)   | R        |
| Direttore della commissione nazionale per la pubblica sicurezza Ministro incaricato della costruzione della resilienza nazionale; Ministro incaricato delle questioni territoriali; Ministro di Stato per la gestione dei disastri e la politica oceanica                                                                                                |          |          | Yasufumi Tanahashi (dal 25 giugno 2021)    | R        |
| Rivitalizzazione regionale Ministro incaricato per la promozione dell'impegno dinamico di tutti i cittadini; Ministro di Stato per le misure contro la diminuzione del tasso di natalità |          |          | Tetsushi Sakamoto                          | R        |
| Rivitalizzazione economica Ministro incaricato della riforma della previdenza sociale; Ministro incaricato della politica economica e fiscale |          |          | Yasutoshi Nishimura                        | R        |
| Trasformazione digitale Ministro incaricato per la politica informatica |          |          | Takuya Hirai                               | R        |
| Esposizione mondiale 2025 ad Osaka Ministro di Stato per la strategia “Cool Japan”; Ministro di Stato per la strategia intellettuale; Ministro di Stato per le politiche scientifiche e tecnologiche; Ministro di Stato per le politiche spaziali; Ministro di Stato per gli affari dei consumatori e la sicurezza alimentare                            |          |          | Shinji Inoue                               | R        |
| Giochi olimpici e paralimpici di Tokyo Ministro di Stato per l’uguaglianza di genere; Ministro incaricato per l’emancipazione femminile |          |          | Seiko Hashimoto (fino al 18 febbraio 2021) | C        |
| Giochi olimpici e paralimpici di Tokyo Ministro di Stato per l’uguaglianza di genere; Ministro incaricato per l’emancipazione femminile |          |          | Tamayo Marukawa (dal 18 febbraio 2021)     | C        |

#### Ufficio del primo ministro
| Carica | Titolare | Titolare | Titolare       | Titolare |
| --- | -------- | -------- | -------------- | -------- |
| Consigliere speciale del Primo ministro per la sicurezza nazionale |          |          | Minoru Kihara  | R        |
| Consigliere speciale del Primo ministro per la diplomazia e le questioni economiche |          |          | Masashi Adachi | C        |
| Consigliere speciale del Primo ministro per lo sviluppo del capitale sociale, per la revitalizzazione regionale, la resilienza nazionale, la ricostruzione, l'assistenza sanitaria e medica, l'innovazione scientifica e tecnologica |          |          | Hiroto Izumi   | B        |

Fonte:
- (EN) Prime Minister of Japan and His Cabinet - The Cabinet, su japan.kantei.go.jp.